# (5219) Zemka
(5219) Zemka (1976 GU3) – planetoida z grupy pasa głównego asteroid okrążająca Słońce w ciągu 5,7 lat w średniej odległości 3,19 j.a. Odkryta 2 kwietnia 1976 roku.